# Laudato si’
Laudato si' (wł. Pochwalony bądź) – druga encyklika papieża Franciszka, zaprezentowana 18 czerwca 2015 w Watykanie. Jest ona także określana przez media zieloną encykliką.

## Geneza dokumentu
Tytuł dokumentu jest cytatem z XIII-wiecznego włoskiego kantyku o nazwie Pieśń słoneczna. Papież wskazuje, że inspiracją do napisania tej encykliki był dla niego Franciszek z Asyżu. Głównym tematem Laudato si' jest ochrona środowiska przyrodniczego połączona z troską o ubogich, którzy najbardziej cierpią z powodu jego degradacji.

## Treść
W encyklice tej papież wyraża nadzieję, iż encyklika ta pomoże rozpoznać wielkość, pilność i piękno wyzwania, wobec którego stoi ludzkość w aspekcie ochrony środowiska naturalnego. Na wstępie dokonuje krótkiego przeglądu nauczania poprzednich papieży na ten temat oraz różnych aspektów obecnego kryzysu ekologicznego w celu wzbudzenia stosownej, głębokiej podstawy do rozważań natury etycznej i duchowej. Następnie, wychodząc z tej perspektywy, podejmuje pewne zagadnienia wypływające z tradycji judeochrześcijańskiej, aby nadać większą konsekwencję zaangażowaniu na rzecz środowiska. W kolejnym kroku stara się dotrzeć do głębszych przyczyn obecnej sytuacji. Papież ma nadzieję, iż w ten sposób będzie można zaproponować ekologię integralną, która w swoich różnych wymiarach łączyłaby szczególną pozycję, jaką w przyrodzie zajmuje człowiek, oraz jego relacje z otaczającą go rzeczywistością. W świetle tej refleksji papież dokonuje kroku naprzód w nakreśleniu pewnych ogólnych kierunków dialogu i działań angażujących zarówno każdego człowieka, jak i politykę międzynarodową. Na koniec proponuje pewne drogi ludzkiego dojrzewania, które inspirowane są dorobkiem chrześcijańskiego doświadczenia duchowego.

## Laudato Si Movement
Krzewieniem ekologii integralnej – zgodnej z przesłaniem tej encykliki – jest organizacja Laudato Si Movement, w Polsce znana jako Światowy Ruch Katolików na rzecz Środowiska. Powstał on na Filipinach w 2015 r. jako Global Catholic Climate Movement (Globalny Katolicki Ruch Klimatyczny), lecz jego nazwa została zmieniona w 2021 r. na Laudato Si' Movement (dosłownie: Ruch Laudato Si’), aby lepiej odzwierciedlić jego misję. We współpracy z watykańską Dykasterią ds. Integralnego Rozwoju Człowieka, LSM rozwija i wspiera różne globalne i lokalne inicjatywy mające na celu podnoszenie świadomości społecznej i pobudzanie działań na rzecz ochrony środowiska.